# Сток, Барбара (актриса)
Барбара Сток (англ. Barbara Stock; род. 26 мая 1956, Лос-Анджелес, Калифорния) — американская актриса.

## Жизнь и карьера
Барбара Сток родилась и выросла в Лос-Анджелесе, Калифорния, и в 1978 году дебютировала на бродвейской сцене в мюзикле «Девять». Свою телевизионную карьеру она начала в 1981 году с роли в сериале «Калифорнийский дорожный патруль», после чего ежегодно появлялась как минимум в нескольких шоу. Сток наиболее известна по роли Сьюзан Сильверман, главной героини в телесериале ABC «Спенсер», где она снималась на протяжении трех сезонов, с 1985 по 1988 год.
Сток хорошо известна по роли Лиз Адамс, невесты Клиффа Барнса (Кен Керчевал) в телесериале CBS «Даллас». Она присоединилась к сериалу в конце тринадцатого сезона и снялась в четырнадцатом, финальном сезоне. В общей сложности она появилась в двадцати шести эпизодах «Далласа» в период между 1990—1991 годами, а впервые появилась в шоу в 1981 году, сыграв другую роль в одном из эпизодов. В 1993 году она снялась в ещё одном сериале мыльной тематики, «Трэйд Уиндс» на ABC. В 1997 году Сток снялась в дневной мыльной опере ABC «Порт Чарльз», где сыграла Николь Девлин.
Сток появилась с гостевыми ролями в более тридцати сериалах в разные годы, таких как «Ти Джей Хукер», «Ремингтон Стил», «Рыцарь дорог», «Детективное агентство «Лунный свет»», «Она написала убийство», «Секретный агент Макгайвер», «Сайнфелд» и «Зачарованные».

## Фильмография
| Год       |    | Русское название                    | Оригинальное название       | Роль                       |
| --------- | -- | ----------------------------------- | --------------------------- | -------------------------- |
| 1980—1983 | с  | Остров фантазий                     | Fantasy Island              | Эбби Потро / Прю           |
| 1981      | с  | Калифорнийский дорожный патруль     | CHiPs                       | офицер Пола Вудс           |
| 1981—1991 | с  | Даллас                              | Dallas                      | Лиз Адамс / Хизер Уилсон   |
| 1982      | тф | Желание, вампир                     | Desire, the Vampire         | Мона                       |
| 1982      | с  | Факты из жизни                      | The Facts of Life           | медсестра Барбара Бертон   |
| 1983      | с  | —                                   | Bring ’Em Back Alive        | н/д                        |
| 1983      | с  | Ти Джей Хукер                       | T. J. Hooker                | Эми Роббинс                |
| 1983      | с  | Ремингтон Стил                      | Remington Steele            | Китти Кертен               |
| 1984      | с  | Команда «А»                         | The A-Team                  | девушка в красном Феррари  |
| 1984      | с  | Жёлтая роза                         | The Yellow Rose             | Лиза Деверо                |
| 1984      | с  | Рыцарь дорог                        | Knight Rider                | Марго Шеридан              |
| 1984—1987 | с  | Детектив Майк Хаммер                | Mike Hammer                 | Мария Ривье / Ленор Уиггин |
| 1985      | с  | —                                   | Otherworld                  | Скарла Рэй                 |
| 1985      | с  | —                                   | Berrenger’s                 | Дебби                      |
| 1985      | с  | Детективное агентство «Лунный свет» | Moonlighting                | Лора Бойд                  |
| 1985      | с  | Уличный ястреб                      | Street Hawk                 | Элизабет Морган            |
| 1985      | с  | —                                   | Scene of the Crime          | Шерон Брайс                |
| 1985      | ф  | Волшебники Забытого королевства     | Wizards of the Lost Kingdom | Удея                       |
| 1985—1988 | с  | Спенсер                             | Spenser: For Hire           | Сьюзан Сильверман          |
| 1986      | тф | —                                   | Long Time Gone              | Джорджия Дьябло            |
| 1986      | с  | Она написала убийство               | Murder, She Wrote           | Даниэлла Моргана Кармоди   |
| 1986      | с  | Последний электрический рыцарь      | Sidekicks                   | Кэтрин Сейбл               |
| 1987      | ф  | История Верна Миллера               | The Verne Miller Story      | Ви Майлс                   |
| 1988      | с  | Сумеречная зона                     | The Twilight Zone           | Мэри Макнил                |
| 1988      | с  | Полуночная жара                     | In the Heat of the Night    | Жаклин «Джеки» Холт        |
| 1989      | с  | Тайны отца Даулинга                 | Father Dowling Mysteries    | агент ФБР Джессика Форд    |
| 1989      | с  | Секретный агент Макгайвер           | MacGyver                    | доктор Лора Сенд           |
| 1991      | с  | —                                   | Pacific Station             | Кэри Филдер                |
| 1992      | с  | Сайнфелд                            | Seinfeld                    | аферистка                  |
| 1993      | с  | Пылая страстью                      | Hearts Afire                | Джен Линдси                |
| 1993      | с  | Трэйд Уиндс                         | Trade Winds                 | Грейс Соммерс              |
| 1995      | с  | Прикосновение ангела                | Touched by an Angel         | Джилл Беннетт              |
| 1996      | тф | Угон самолёта: Рейс 285             | Hijacked: Flight 285        | Вероника Митчелл           |
| 1997      | с  | Спасатели Малибу                    | Baywatch                    | доктор Майерс              |
| 1997—1998 | с  | Порт Чарльз                         | Port Charles                | Николь Девлин              |
| 1998      | с  | Зачарованные                        | Charmed                     | миссис Грейс Спенсер       |
| 2001      | тф | Принцесса и моряк                   | The Princess & the Marine   | Сьюзан                     |